# Буц Віталій Миколайович
Віталій Миколайович Буц (нар. 24 жовтня 1986, Миколаїв, УРСР) — український шосейний велогонщик, який виступає на професійному рівні від 2009 року. Дворазовий чемпіон України в групових перегонах, переможець кількох міжнародних перегонів другої категорії: Тур Румунії, Гран-прі Сочі, Кубок мера, Race Horizon Park та ін. Відомий за виступами за команди Lampre і Kolss.

## Життєпис
Віталій Буц народився 24 жовтня 1986 року у місті Миколаїв Української РСР. З дитинства захоплювався спортом, грав у футбол та баскетбол. У віці одинадцяти років 1997 року почав серйозно займатися велоспортом: «Побачив велосипед — і захотілося серед хлопців показати себе, який я крутий. Пішов покататися велосипедом — і досі катаюся».
Від 2004 року виступав на різних юніорських змаганнях у Європі, а 2006 року опинився в італійській юніорській команді Feralpi, з якою добре виявив себе на кількох юніорських та андерівських перегонах. 2007 року перейшов до сильнішої команди Pagnoncelli, виграв з нею вісім гонок, посів дев'яте місце в молодіжному заліку чемпіонату світу в Штутгарті.
2008 року приєднався стажером до професійного італійського клубу Lampre і, закріпившись у його складі, наступного сезону дебютував на професійному рівні. Зокрема виступив на Турі Хайнаню в Китаї, де здобув перемогу на першому етапі та посів третє місце в генеральній класифікації. Також взяв участь у Вуельті Іспанії 2009, але до кінця не доїхав — зійшов на дванадцятому етапі.
Його кар'єра в Lampre розвивалася досить повільно, через хвороби і травми він часто пропускав змагання, протягом декількох років залишався на другорядних ролях. Тричі поспіль брав участь у монументальних класиках Тур Фландрії та Париж — Рубе — працював на лідера команди Алессандро Петаккі.
Ситуація змінилася 2013 року, коли Буц перейшов в українську континентальну команду Kolss — тут уже в дебютному сезоні він став найкращим у Турі Румунії, виграв Гран-прі Сочі, Кубок мера, фінішував першим на окремих етапах багатоденних перегонів Гран-прі Адигеї, Тур Болгарії, Тур Секейського краю, П'ять кілець Москви.
2014 року вперше завоював титул чемпіона України на шосе, обігнавши всіх суперників у груповій гонці. Крім цього, додав у послужний список перемогу в гонці Race Horizon Park, успішно виступив на Турі Азербайджану, де посів перше місце в очковій класифікації і друге місце в генеральній класифікації.
Аж до 2017 року продовжував активно виступати за Kolss, взяв участь у багатьох перегонах у всьому світі. Головні перемоги в цей період: в «Турі Чорного моря» в Болгарії, на Гран-прі Одеси та Гран-прі Вінниці, а також у перегонах Бєлград — Баня-Лука, Race Horizon Park, Тур Болгарії, Тур України. Вдруге став чемпіоном української національної першості у груповій гонці на шосе.
Від 2018 року представляє польську континентальну команду Team Hurom.